# Bad Lausick
Bad Lausick település Németországban, azon belül Szászország tartományban. Lakosainak száma 8207 fő (2023. december 31.). Bad Lausick Otterwisch, Grimma, Colditz, Königsfeld, Geithain, Frohburg és Kitzscher községekkel határos.

## Népesség
A település népességének változása:
| Lakosok száma | 9026 | 8032 | 8005 | 8113 | 8191 | 8207 |
|               | 2014 | 2017 | 2019 | 2021 | 2022 | 2023 |